# Челюсти (роман)
Челюсти (англ. Jaws) — роман 1974 года американского писателя Питера Бенчли об истории большой белой акулы, терроризирующей курортный городок в начале сезона, и об охоте на неё троих героев произведения.
На написание романа писателя вдохновили несколько инцидентов, случившихся в действительности, в частности — поимка нескольких акул близ Лонг-Айленда и острова Блок Фрэнком Мундусом, капитаном зафрахтованного судна «Montauk», и нападения акул у побережья Нью-Джерси в 1916 году, повлёкшие за собой гибель четырёх человек за 12 дней. Издательство Doubleday поручило Бенчли написать роман. Кинопродюсеры Ричард Д. Занук и Дэвид Браун прочли роман перед его опубликованием и купили права на экранизацию сценария. Они помогли поднять интерес к роману, и после публикации в феврале 1974 произведению сопутствовал большой успех: «Челюсти» оставались в списке бестселлеров 44 недели.
В 1975 вышел одноимённый фильм режиссёра Стивена Спилберга по мотивам романа. Киносценарий был сфокусирован на акуле, а не на сюжетных линиях и тайне. Несмотря на это фильм рассматривается как культовый в истории кинематографа, как отец летних блокбастеров.

## Описание сюжета
У побережья маленького курортного городка Эмити появляется огромная белая акула. Получив известие о пропаже девушки Кристины Уоткинс, глава местной полиции Мартин Броди и его люди обшаривают пляж и находят её истерзанный труп. Броди принимает решение закрыть пляжи на 2-3 дня, чтобы акула убралась отсюда и не убивала людей. Мэр Эмити Ларри Вогэн и городской совет отвергают решение Броди и решают скрыть гибель Кристины. Однако это решение выходит им боком, акула съедает сначала мальчика на многолюдном пляже, а потом набрасывается на другого отдыхающего. О происшедшем узнают репортёры центральных газет, тайное становится явным. Затем погибает рыбак Бен Гарднер, упавший за борт своего катера. Броди закрывает пляжи для купающихся.
По просьбе редактора местной газеты Гарри Медоуза в город приезжает молодой океанограф Мэтью Хупер, специализирующийся на акулах. Жена Броди Элен в прошлом встречалась с его старшим братом. Она устраивает обед, приглашает гостей и Хупера. Броди отчаянно ревнует жену к Хуперу и напивается. На следующий день Элен приглашает Хупера на обед в отдалённом ресторане, соблазняет его, и они занимаются сексом в мотеле. У Броди не получается дозвониться ни до Хупера, ни до Элен, и он подозревает их обоих.
На совещании у мэра обсуждается животрепещущий вопрос об открытии пляжей, имеющий самое важное значение для экономики города, существующего за счёт туристов. Хупер не может сказать ничего определённого о поведении акулы. Медоуз узнаёт, что Вогэн на деньги мафии скупал недвижимость и должен им кучу денег. При наплыве туристов он смог бы поправить свои дела. Вогэн подслушивает их разговор, просит всех удалиться и умоляет Броди открыть пляжи. Шеф полиции соглашается. Приехав домой, он узнаёт, что бандиты открутили голову его коту и передали просьбу быть благоразумнее. Броди и Хупер наблюдают за купающимися, Хупер замечает акулу с борта катера. Броди едва успевает вытащить из воды парня, побившегося об заклад, оказавшаяся на пляже бригада телевизионщиков делает сенсационный репортаж. Разорившийся Вогэн уезжает из города, Броди договаривается с опытным рыбаком Куинтом, который заламывает двойную цену. Хупер соглашается выступить помощником Куинта.
На второй день охоты показывается акула. Благодаря своему чутью Куинт угадывает, где она появится. На третий день погибает Хупер, спустившийся под воду в клетке для того, чтобы заснять акулу. Бестия разламывает его клетку и уносит учёного в пучину. У Броди больше нет денег, но Куинт отказывается от дальнейшей оплаты. Ему удаётся загарпунить акулу, но та, выпрыгнув из воды, обрушивается на корму его лодки. Куинт пронзает акулу гарпуном и тонет вместе с лодкой и убитой акулой, запутавшись ногой в петле. Броди плывёт к берегу.

## Работа над романом
Бенчли годами раздумывал «над историей об акуле, нападающей на людей, и что случится, если такая акула появится и не будет уходить». Затем в 1964 году он прочитал новости о рыбаке Фрэнке Мундусе, поймавшем большую белую акулу весом в 2 тонны 60 килограмм у берега у мыса Монтаук в восточной части Лонг-Айленда, штат Нью-Йорк. Бенчли не воплощал свою идею, пока в 1971 не переговорил со своим редактором. Сам Бенчли заявил, что новость об инциденте 1964 года вдохновила его на написание романа, равно как и дальнейшие успехи рыбака Фрэнка Мундуса, выловившего несколько больших белых акул у Лонг-Айленда и острова Блок. Некоторые писатели (включая Ричарда Эллиса, Ричарда Ферниколу и Майкла Капуццо) полагали, что Бенчли вдохновили также нападения акул у побережья Джерси в 1916 году и теория Копплсона о вырождении акул.
Редактор издательства Doubleday Том Конгдон прочёл некоторые из статей Бенчли и пригласил его на ланч, где они обсудили некоторые идеи для написания книг. Конгдона не заинтересовали предложения Бенчли о написании документальной книги, но редактора интересовала идея писателя о романе, по сюжету которого большая белая акула терроризирует сферу пляжного туризма. Конгдон вспоминает, как Бенчли написал страницу в его кабинете, и «я вручил ему чек на тысячу долларов. На основании этого он написал мне 100 страниц».
Большая часть романа была переписана, так как издателю не понравился первоначальный тон. Конгдон вспоминает: «Первые пять страниц были замечательны. Они вышли из первоначальной книги без изменений. Другие 95 страниц увели роман по другому пути. Они были смешными. А юмор — это неподходящее средство выражения для великого триллера». Бенчли работал над романом зимой в комнате над отопительной компанией в Пеннингтоне, Нью-Джерси, и летом в перестроенном индюшатнике в Стонингтоне, Коннектикут.
После разнообразных пересмотров и переписываний Бенчли представил свой окончательный черновой вариант в январе 1973 года. Согласно Карлу Готлибу, обозначенному вместе с Бенчли как авторы сценария фильма, Бенчли получил только аванс в 7.5 тысячи долларов «за годовую работу и приготовления к ней длиной в жизнь». Бенчли не был нанят как профессиональный писатель и получал свой аванс спорадическими порциями в ходе процесса написания.
Название романа не было определено почти вплоть до напечатания книги. Бенчли говорил, что месяцами обдумывал название. Многие из них он называл «претенциозными», такие как «Безмолвие в воде» и «Левиафан поднимается». Бенчли рассматривал другие идеи, такие как «Челюсти смерти» и «Челюсти левиафана» как «мелодраматические, вычурные и претенциозные». Согласно Бенчли у романа не было названия за 20 минут до публикации. Писатель обсуждал эту проблему с редактором Томом Конгдоном в ресторане Нью-Йорка.

Мы не могли прийти к слову, которое нам нравится, прийти к заголовку, который нам нравится. Как факт существует только одно слово, значащее всё, но не говорящее ничего: это слово «челюсти». Нужно дать книге название «Челюсти». Он спросил: «Что это значит?». Я сказал: «Я не знаю, но это название коротко, оно годится для обложки и может работать». Он сказал: «О’кей, мы дадим книге название „Челюсти“».
Оригинальный текст (англ.)We cannot agree on a word that we like, let alone a title that we like. In fact, the only word that even means anything, that even says anything, is "jaws". Call the book Jaws. He said "What does it mean?" I said, "I don't know, but it's short; it fits on a jacket, and it may work." He said, "Okay, we'll call the thing Jaws.
— 
Стивен Спилберг, работавший над экранизацией вспоминает, что название заинтриговало его, когда он впервые увидел книгу. Он указывал, что слово «не было в национальном сознании в то время. Это было просто слово. Это был вид необычного слова». В то время на слуху был фильм «Глубокая глотка», и некоторые, увидев заголовок романа, спрашивали, не порнография ли это.

## Публикация и права на фильм
«Это был первый роман. Это был первый роман о рыбе». — Питер Бенчли.
Оригинальный текст (англ.)"It was a first novel. It was a first novel about a fish."
-Peter Benchley
— 
По словам Бенчли никто, включая его самого, не подозревал о потенциале книги. Том Конгдон чувствовал, что у романа есть перспективы, и отправил текст в «The Book Of The Month Club». Клуб сделал книгу своим главным выбором, затем книга была выбрана также журналом Reader’s Digest. Дата публикации была отложена, чтобы сделать более качественно подготовленный выпуск. Сначала роман вышел в феврале 1974 года в жёсткой обложке. Затем в книжных клубах поднялась волна национальной агитации за выход романа в мягкой обложке. Издательский дом «Bantam» купил права на издательство книги в мягкой обложке за 575 тыс. долларов; Бенчли отметил, что это была «громадная сумма денег».
Ричард Д. Занук и Дэвид Браун, кинопродюсеры студии Universal Pictures, услышали о книге в одно и то же время, но находясь в разных местах. Браун услышал о книге в отделе художественной литературы журнала Космополитен, где в то время редактором была его жена Хелен Гарли Браун. В небольшом объявлении была помещена детальная информация о сюжете, заключающаяся комментарием, что «по мотивам этого сюжета можно было бы снять хороший фильм». Оба продюсера прочли объявление вечером и на следующее утро согласились в том, что это была «самая волнующая вещь, которую они когда-либо читали». Затем они решили снять фильм, хотя и не были уверены в том, как они воплотят сценарий. Броун сказал, что если бы они перечитали книгу дважды, то не решились бы сделать фильм ввиду трудностей в выполнении некоторых моментов сюжета. Тем не менее, он сказал: «Мы уже полюбили книгу. Мы думали, что из неё сделаем очень хороший фильм».
Согласно биографии Спилберга, написанной Джоном Бакстером, сам режиссёр, Занук, Браун с друзьями купили сотню копий романа, каждая из них была занесена в список бестселлеров Калифорнии. Большинство этих копий были отправлены «создателям общественного мнения и членам класса болтунов». «Челюсти» стали наиболее успешной книгой штата в 19 часов первого же дня. Продажи также хорошо шли по всей стране, в течение недель после выпуска «в одних только США было совершено 9.5 млн продаж».
Занук и Браун приобрели права на фильм на аукционе за 150 тыс. долларов (согласно другим источникам цифра составила 175 тыс.). Эндрю Юль ссылался на то, что сумма составила «150 тыс., вместе с доплатами составила 250 тыс. плюс процентные отчисления от прибыли». Хотя это и восхитило автора, которому пришлось к тому времени получить очень скромную сумму, это была небольшая сумма согласно договору заключённому перед тем, как книга неожиданно стала бестселлером.

## Критическое восприятие
«Челюсти» были опубликованы в феврале 1974 и имели большой успех, оставаясь в списке бестселлеров 44 недели . В США конечная цифра продаж составила 9,5 млн экземпляров. В некрологе Бенчли, размещенном в «The Times» было сказано: «Челюсти оставались 40 недель в списках бестселлеров The New York Times, в конечном итоге было продано 20 млн экземпляров романа».
Стивен Спилберг заявил, что сначала он нашёл, что многие персонажи несимпатичны, и хотел, чтобы акула победила. Литературные критики, такие как Майкл А. Роджерс из журнала «Rolling Stone» разделяли это чувство, но книга задела струну в душе читателей.
Спустя годы после публикации Бенчли начал чувствовать себя ответственным за негативное отношение к акулам, порождённое написанной им книгой. Он стал ревностным защитником океана. В статье для National Geographic, опубликованной в 2006 году, Бенчли пишет: «С учётом знаний, собранных об акулах за последние 25 лет, я бы, возможно, не смог написать „Челюсти“ сегодня…по доброй воле — никогда. Тогда было общепринято, что большие белые акулы — антропофаги (они едят людей) по выбору. Сейчас мы знаем, что почти каждая атака на человека — это случайность. Акулы путают людей со своей обычной добычей».